# Oost-Abtsbrug
De Oost-Abtsbrug is een stalen ophaalbrug over de Schiedamse Schie in Schiedam. De Oost-Abtsbrug verbindt de Rotterdamse bedrijventerreinen Noord-West en Spaanse Polder. De Matlingeweg is voor beide bedrijventerreinen de belangrijkste ontsluitingsweg. Deze weg loopt van de A20 over de Oost-Abtsbrug en de Doenbrug naar de A13.
De Oost-Abtsbrug heeft een doorvaartwijdte van 10,50 meter en wordt bediend vanaf de Hoge Brug in Overschie.